# Stenus amplificatus
Stenus amplificatus är en skalbaggsart som beskrevs av Benick. Stenus amplificatus ingår i släktet Stenus och familjen kortvingar. Inga underarter finns listade i Catalogue of Life.